# Fédération étudiante de l'Université d'Ottawa
 (octobre 2024).
Si vous disposez d'ouvrages ou d'articles de référence ou si vous connaissez des sites web de qualité traitant du thème abordé ici, merci de compléter l'article en donnant les références utiles à sa vérifiabilité et en les liant à la section « Notes et références ».
 (juillet 2023).

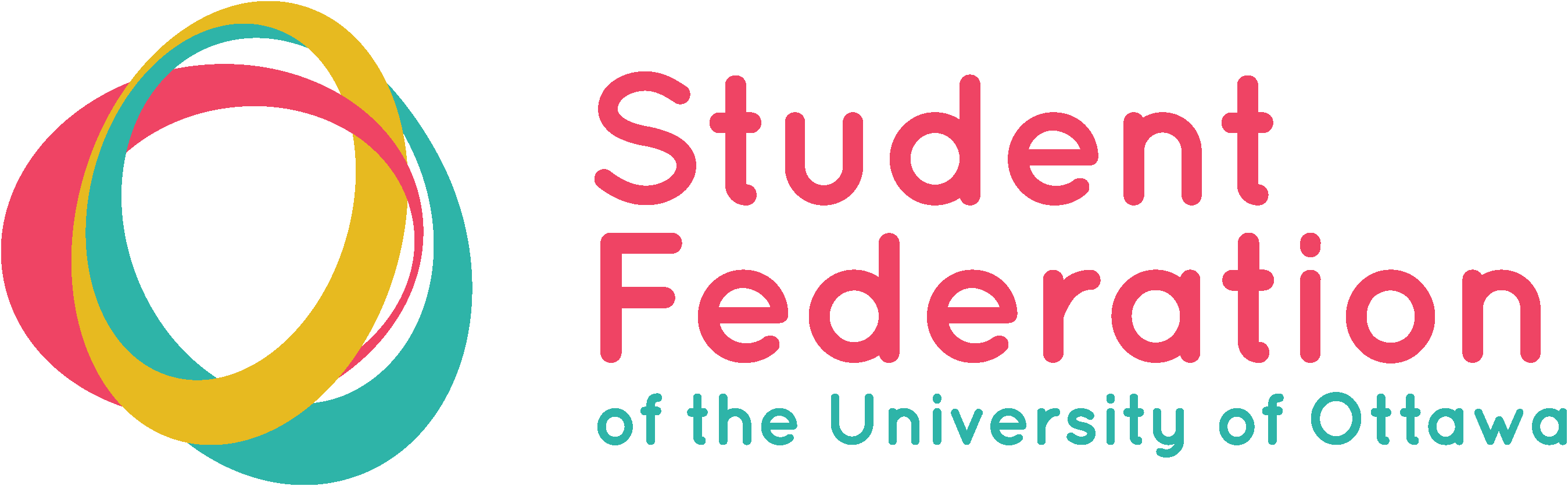
Logo de la Fédération étudiante de l'Université d'Ottawa.

La Fédération étudiante de l'Université d'Ottawa (FÉUO) (Student Federation of the University of Ottawa (SFUO) en anglais) est le syndicat officiel des étudiants de l'Université d'Ottawa, fondé en 1969. C'est une organisation à but non lucratif, incorporée sur la loi sur les personnes morales de l'Ontario depuis le 1er septembre 1999. La fédération est une organisation bilingue, tout comme l'Université elle-même.
Les objectifs de la FEUO sont :
- de regrouper tous les étudiants de premier cycle de l'université dans une organisation démocratique et coopérative ;
- de prendre part dans la communauté de l'université, dans tous les processus et les décisions qui concernent la vie des étudiants ;
- d'établir une structure où ses membres peuvent partager leurs expériences, leurs compétences et leurs idées, et où ils peuvent communiquer, échanger de l'information et prendre parts aux débats ;
- d'assurer la distribution et l'utilisation efficace des fonds d'étudiants, selon leurs souhaits ;
- d'atteindre un système d'éducation post-secondaire accessible à tous.

La FEUO décrit son rôle dans sa constitution comme « L'instrument d'action politique de la population étudiante du premier cycle. »[réf. nécessaire]